# Дабих
Дабих (β Cap, β Capricorni, Бета Козерога) — кратная звёздная система в созвездии Козерога. В переводе с арабского название Дабих обозначает мясник, происходит от арабского выражения накшатры са’д ад-дабих — «счастье режущего» (мясника, жертвоприносителя). Находясь недалеко от эклиптики, Дабих может покрываться Луной и изредка планетами.

## Визуально двойная система
В бинокль или маленький телескоп β Козерога предстаёт двойной звездой. Более яркий компонент β¹ Козерога имеет видимую величину +3,05m, более слабый — β² Козерога — +6,09m. Они отстоят друг от друга на угловое расстояние 3,5 угловой минуты и как минимум на 21 000 а. е. (0,34 светового года). β² Козерога требуется примерно 700 000 лет, чтобы совершить полный оборот вокруг главной звезды. Каждый из компонентов также является кратной системой. Из-за сложности системы было предложено несколько схем существования кратной системы. Наиболее распространённая изложена в «Каталоге кратных систем».

## β¹ Козерога
β¹ Козерога является наиболее сложной системой. Спектральные исследования показывают, если они правильно интерпретированы, что система состоит не менее чем из трёх компонент. Доминирующим среди них является β Козерога Aa: имея видимую величину +3,08m, он является оранжевым ярким гигантом спектрального класса K. Его компаньон β Козерога Ab — звезда главной последовательности спектрального класса B — имеет видимую величину +7,20m. Они удалены друг от друга на угловое расстояние 0,05 угловой секунды (5 а. е.) и имеют период обращения 3,77 года.
β Козерога Aa имеет температуру поверхности 4900 K, диаметр 35 солнечных и светимость в 600 раз большую, чем солнечная. β Козерога Ab имеет другой невидимый спутник β Козерога Ac, который обращается вокруг него с периодом 8,7 дней. Есть основания полагать, что β Козерога Aa также имеет небольшой спутник.

## β² Козерога
Более слабый компонент β² Козерога является более простым и более изученным. Он является двойной звездой, в которой более яркий компонент β Козерога B имеет видимую величину +6,1m, является белым гигантом спектрального класса A и светит в 40 раз сильнее, чем Солнце. β Козерога B крайне необычен, поскольку в его атмосфере обнаружено аномально большое количество ртути и марганца. Также у него есть компаньон β Козерога C, который отстоит от него на 3 угловые секунды.

## Возможные компоненты
Недалеко от β¹ Козерога Джоном Гершелем были открыты две звезды. Они отстоят на 112 угловых секунд от β¹ Козерога, и неясно: являются ли они оптически двойными или принадлежат системе β Козерога. Тем не менее иногда их обозначают β Козерога D и E.